# Дурханов, Тахырберди Чарыбердиевич
Тахырберди Чарыбердиевич Дурханов (туркм. Tahyrberdi Çaryberdiýewiç Durhanow; род. 1978 год, Акыбай, Марыйский район, Марыйская область, Туркменская ССР, СССР) — государственный деятель Туркменистана.

## Биография
В 1998 году окончил Туркменский государственный энергетический институт по специальности инженер-технолог.
Трудовой путь начал в 1998 году мастером Марыйской текстильной фабрики Министерства текстильной промышленности, где проработал по 2017 год на различных должностях — инженером-механиком, старшим мастером, временно исполняющим обязанности директора, затем директором этой фабрики.
В 2017—2018 годах — временно исполняющий обязанности директора хлопкопрядильной фабрики имени Гурбансолтан Атамырадовой Сакарчагинского этрапа Марыйского велаята Министерства текстильной промышленности Туркменистана.
С июля по декабрь 2018 года — заместитель министра промышленности Туркменистана.
С декабря 2018 года — временно исполняющий обязанности министра промышленности Туркменистана.
1 февраля 2019 года назначен министром промышленности и коммуникации Туркменистана.